# مدال گوته
مدال گوته (آلمانی: Goethe-Medaille) یک جایزهٔ سالانه است که از سال ۱۹۵۵ توسط انستیتو گوته برای تجلیل از خدمات غیرآلمانی‌ها به زبان آلمانی و روابط فرهنگی بین‌المللی اهدا می‌شود. مدال گوته یک نشان رسمی جمهوری فدرال آلمان است. این جایزه که تا سال ۲۰۰۹ در روز ۲۲ مارس، سالمرگ یوهان ولفگانگ فون گوته، اهدا می‌شد، از این سال در ۲۸ اوت، سالروز تولد او، اهدا می‌شود.

## برخی از برندگان

### ۲۰۱۹
- شیرین نشاط
- دوگان آکانلی
- انکبات روزون